# Acceptgiro

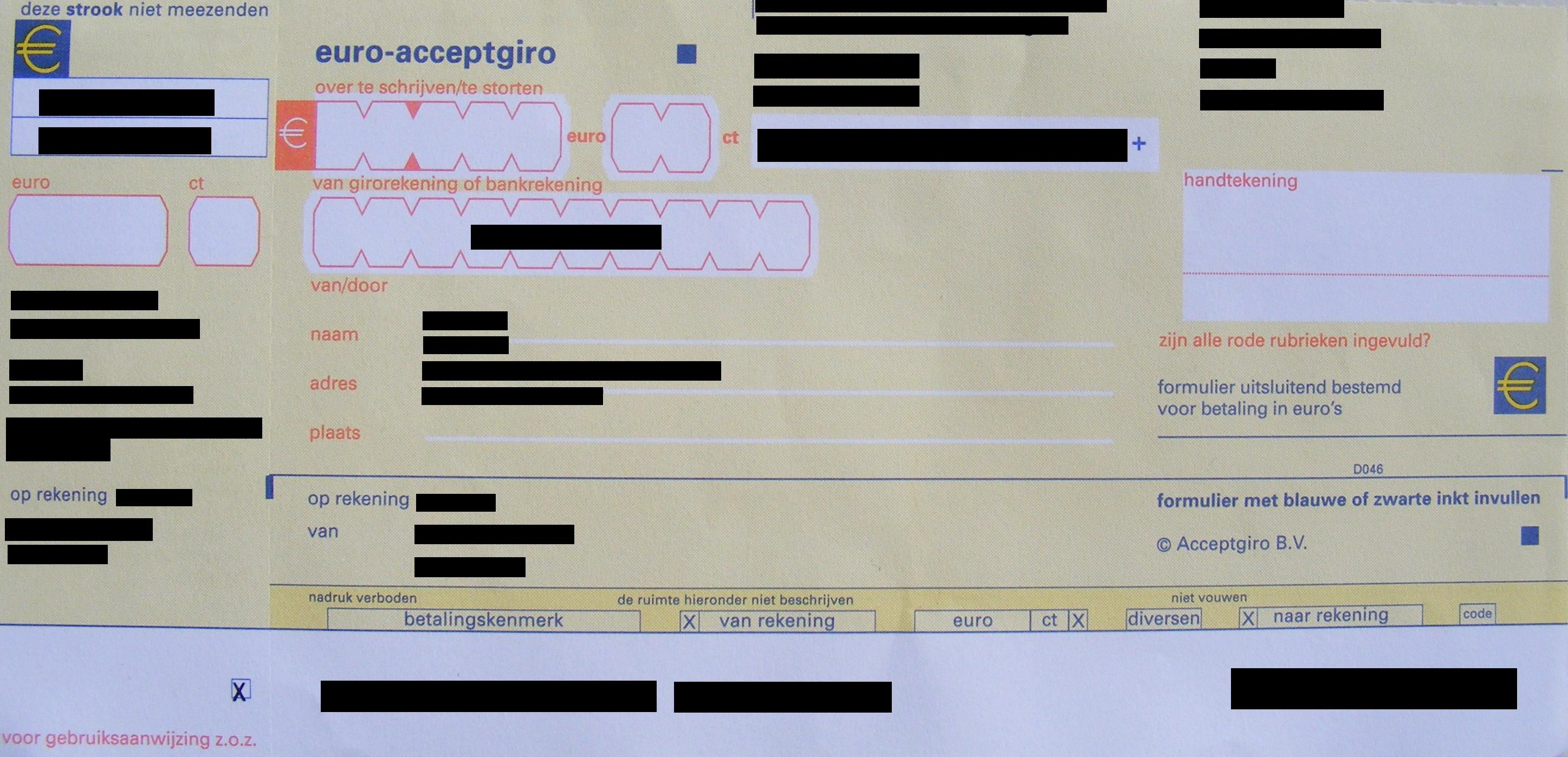
Nederlandse acceptgiro

Acceptgiro (overschrijfkaart) was een betaalwijze in Nederland. Men betaalt 'per acceptgiro' of 'met een acceptgiro(kaart)'.
Op 1 januari 2002 werd de gele Euro-acceptgiro geïntroduceerd. Per 1 juni 2023 is de acceptgiro afgeschaft.

## Beschrijving
Een acceptgirokaart is een kaart die door een potentiële ontvanger van een betaling aan de potentiële betaler wordt gestuurd om de betaling te vereenvoudigen. Op de kaart zijn reeds ingevuld:
- De naam van de schuldeiser.
- Het bankrekeningnummer van de schuldeiser.
- Het bedrag – maar soms, vooral bij goede doelen en termijnbetalingen, kan de debiteur zelf een bedrag invullen.
- Een betalingskenmerk, meestal 4×4=16 cijfers. Hierin staan veelal een klantnummer en factuurnummer. Het is daardoor voor de begunstigde eenvoudig te achterhalen welke factuur is betaald, zodat dit automatisch kan worden verwerkt in de administratie. Bij een lengte van meer dan 7 cijfers bevat het betalingskenmerk ook controle-informatie.
- De naam en het bankrekeningnummer van de debiteur, als deze gegevens bij de crediteur bekend zijn..

Al deze gegevens staan ook in machinaal leesbare vorm op de onderrand van de kaart. Toen er nog met ponskaarten werd gewerkt, stonden ze in ponsgaatjes op de kaart.
De betaler hoeft in het eenvoudigste geval alleen zijn handtekening te zetten en de kaart te posten in een bankenvelop. Als deze niet al zijn ingevuld, moeten ook het bedrag en naam en rekeningnummer van de betaler nog worden ingevuld.
De uitgifte van acceptgiro's wordt gereguleerd door Acceptgiro B.V., een dochteronderneming van Currence.
Vaak wordt een acceptgiro slechts gebruikt als factuur om met internetbankieren te betalen, bijvoorbeeld omdat banken soms geen ongefrankeerd verzenden meer toestaan. Alle gegevens van de acceptgirokaart moeten dan op de computer overgenomen worden.

## Geschiedenis
In het verleden was er de stortings-/acceptgirokaart: een kaart die als stortingskaart, maar ook als acceptgirokaart te gebruiken was, met in beide gevallen de vooringevulde begunstigde, en indien een bedrag was vooringevuld, in beide gevallen voor dat bedrag. In 1977 werd deze vervangen door de acceptgiro in de vorm van een ponskaart. Deze ponskaart werd eind 1985 vervangen door de blauwe acceptgiro.
Op 1 januari 2002 werd de blauwe acceptgiro vervangen door de gele Euro-acceptgiro.
Sinds 2007 is het in Nederland voor de begunstigde niet meer mogelijk een kopie van de ingevulde acceptgiro van de bank te ontvangen (de zogenoemde bijlagerijke acceptgiro is afgeschaft), terwijl het origineel ook niet wordt doorgestuurd. Daardoor heeft het geen zin voor de betaler om mededelingen voor de begunstigde op de acceptgiro te schrijven.
Op 1 februari 2014 werd de Euro-acceptgiro vervangen door de (tevens gele) IBAN-acceptgiro.
Op woensdag 31 mei 2023 is de laatste Acceptgiro verwerkt.

### Digitalisering en afschaffing
Bij elektronisch bankieren moesten de gegevens van de acceptgiro door de betaler handmatig worden overgenomen. In 2006 werden twee elektronische vormen van acceptgiro's geïntroduceerd. De digitale nota (bij de Rabobank: notabox) verscheen automatisch in de internetbankieromgeving; de acceptemail is een nota per e-mail met een link naar een iDeal-opdracht en de actuele betaalstatus. Beide moeten de afhandeling goedkoper en gemakkelijker maken. De opvolger van de notabox was de FinBox, die later weer is afgeschaft. Er zijn verschillende bedrijven actief op het gebied van digitale acceptgiro's. Die maken het zonder veel handelingen voor een klant mogelijk om via iDeal en andere betaalmethoden te betalen.
Na berichten dat in Nederland de papieren acceptgiro mogelijk zou verdwijnen, ten bate van een digitale versie, kaartte de SGP dit in januari 2007 aan als een probleem, aangezien lang niet iedereen in staat is om met een digitale versie van de acceptgiro om te gaan. Minister Gerrit Zalm van Financiën liet daarop weten dat de papieren nota niet zal verdwijnen. Begin 2009 bleek uit onderzoek zelfs dat het aantal verstuurde papieren acceptgiro's in 2008 steeg tot ruim 171 miljoen stuks. De afschaffing werd tot 1 januari 2019 uitgesteld, maar ook deze datum werd niet gehaald.
Ten slotte werd de acceptgiro per 1 juni 2023 afgeschaft. Belangrijkste reden zou het snel dalende gebruik en de stijgende kosten zijn.
Een digitale vorm van de acceptgiro blijft in gebruik. De betaalafhandelingen worden uit handen genomen door een derde partij, die daarvoor een vergoeding krijgt.